# Vicq-sur-Breuilh
 Vicq-sur-Breuilh  (en occitano Vic) es una población y comuna francesa, situada en la región de Lemosín, departamento de Alto Vienne, en el distrito de Limoges y cantón de Saint-Germain-les-Belles.

## Demografía
| 1384 | 1275 | 1082 | 1019 | 1033 | 1087 | 1248 |
| Para los censos de 1962 a 1999 la población legal corresponde a la población sin duplicidades (Fuente: INSEE [Consultar]) |      |      |      |      |      |      |